# Sunny Lax
Sunny Lax, właściwie Levente Márton (ur. 6 sierpnia 1986) – węgierski producent muzyki trance. Zadebiutował na scenie muzycznej singlem "P.U.M.A. / Cassiopeia" w 2006 roku, wydanym w Anjunabeats.
W wieku 13 lat zaczął produkować swoją muzykę. Jego utwory pojawiały się na różnych kompilacjach, co zachęciło go do wysłania jednej ze swoich produkcji, "P.U.M.A.", do kilku wytwórni. Firma Anjunabeats zgodziła się wydać ją pod swoim szyldem. Above & Beyond zagrało ją we własnej audycji radiowej Trance Around the World i zaraz po tym, Márton podpisał z Anjunabeats kontrakt.   
W lutym 2006 roku, "P.U.M.A./Cassiopeia" stała się pierwszym singlem Mártona i była grana przez szanowanych DJ–ów takich jak Paul van Dyk czy Armin van Buuren.
Dzięki temu sukcesowi, Levente zaczął otrzymywać prośby o remiksowanie utworów, występy gościnne i zaproszenia na koncerty. Jego trzeci hit, "M.I.R.A.", został wydany w Anjunabeats, 9 października 2006 roku, a jego kolejny singiel "Blue Bird", 21 maja 2007 roku.
W 2011 roku na kompilacji Anjunadeep 03 (Mixed by Jaytech & James Grant) ukazał się jego nowy utwór podpisany jako Levente Márton. Drugi został wydany w 2012 roku na samplerze kolejnej odsłony kompilacji Anjunadeep 04 (Mixed by Jaytech & James Grant). Nazwiskiem podpisuje jego houseowe utwory wydawane w wytwórni Anjunadeep.

## Dyskografia

### Single
2006
- "P.U.M.A. / Cassiopeia" [Anjunabeats]
- "M.I.R.A." [Anjunabeats]

2007
- "Blue Bird" [Anjunabeats]

2008
- "Miquë" [Perceptive Recordings]
- "Elda EP" (as Acacia) [Mondo Records]

2009
- "Reborn" [Anjunabeats]
- "Thestral" (with Nawarro as Arcadem) [Dowalve Records]
- "The Last One" (with Nawarro as Arcadem) [Dowalve Records]
- "Jig" (with Nawarro as Arcadem) [Dowalve Records]
- "Suntear" (with Nawarro as Arcadem) [Deep Blue Records]
- "Sair et Lec" (as Acacia) [Deep Blue Records]
- "Heliotrope" [Dowalve Records]
- "Elysium" [Dowalve Records]
- "Release" [Red Force Recordings]
- "Aurora" [AVA Recordings]
- "Misgrey" [Anjunabeats]

2010
- "Out of this World" (with Solex) [Anjunabeats]
- "Vanesse" [Anjunabeats]

2011
- "Big Fat Kiss" (as Levente Marton) [Anjunadeep]
- "Always" [Monster Tunes]
- "Viva La Revolución" [Black Hole/Songbird]
- "Contrast" [Anjunabeats]
- "Viva La Revolución / Something is Broken EP" [Songbird]

2012
- "There’s Always A Way Out" (as Levente Marton) [Anjunadeep]
- "Spring / Hattori Hanzo EP" [Enhanced/Always Alive]
- "Isla Margarita/Naida" [Anjunabeats]
- "Miele" [Black Hole/Songbird]
- "Maono" [Songbird]

2013
- "Late EP" [Infrasonic]
- "Marvel EP" [Sounds of Elysium]

2014
- "Illogical EP" [Sounds of Elysium]
- "Karma" [Anjunabeats]
- "Luna" [Black Hole Recordings]
- "Bingo / Pyramides" [Infrasonic Recordings]
- "Daenerys" [Anjunabeats]

2015
- "Sonata" (vs Super8 & Tab) [Anjunabeats]
- "Melba" [Anjunabeats]
- "See You On The Other Side" [ZeroThree]
- "Enceladus" [Anjunabeats]

2016
- "Black Water / Seven" (with Genix) [Anjunabeats]
- "Aeons" [Anjunabeats]
- "Everything's A Lie" (with Aneym) [Anjunabeats]

2017
- "Pequod / 86 EP" [Anjunabeats]
- "Arrival" (with Genix) [Anjunabeats]
- "Bad Bye EP" [Anjunabeats]

2018
- "So Long / Obsydian" [Anjunabeats]

### Remixy
2004
- Náksi vs. Brunner - Budapest Száll! (Sunny Lax and Perfect Vibes Trance RMX) [Record Expressz]

2005
- Dred - Csak a Hold (Trendi Trance Mix) [Dred Music]

2006
- Daniel Kandi - Breathe (Sunny Lax Remix) [Anjunabeats]
- Cellec & Ersa - Fridays (Sunny Lax Remix) [RealMusic Recordings]
- Perfect Pitch - Innocent (Sunny Lax Remix) [Redforce Recordings]

2007
- Alan M - Eleni (Sunny Lax Remix) [RealMusic Recordings]
- DT8 Project - Falling (Sunny Lax Remix) [Mondo Recordings]
- Angelic - Stay With Me (Sunny Lax Remix) [Mondo Recordings]

2008
- Soliquid - Music Is For Rich People (Sunny Lax Remix) [Captured Music]
- Jox - Killing Me (Sunny Lax Remix) [CDR]
- Ehren Stowers - Hidden Depths (Sunny Lax Remix) [DJSA Records]
- Myon - Albion (Sunny Lax Remix) [Black Hole Recordings]
- Stefan Cambridge - All I Wanted (Sunny Lax Remix) [Perceptive Recordings]

2009
- Daniel Wanrooy and T.O.M. - Colorado (Sunny Lax Remix) [Black Hole Recordings]
- Jason van Wyk - Far From Me (Sunny Lax Remix) [Redux Recordings]
- Avenger - Pegasus (Sunny Lax Remix) [Redforce Recordings]
- Reii - Shocks (Sunny Lax Remix) [Lost Language]
- Emotional Horizons featuring Stine Grove - Beautiful (Sunny Lax Remix) [Alter Ego]
- Nitrous Oxide – Aurora (Sunny Lax Remix) [Anjunabeats]
- Redstar - Long Way Home (Sunny Lax Remix) [Redforce Recordings]
- Sunny Lax and Nawarro presents Arcadem - Suntear (Sunny Lax Remix) [Deep Blue Records]
- Poshout - Golden Sands (Sunny Lax Remix) [Timeline]
- Anhken and Adrian - Intuition (Sunny Lax Remix) [Fraction Records]
- Lange presents Firewall - Wanderlust (Sunny Lax Chunky and Uplifting Remixes) [Anjunabeats]

2010
- Hodel and JP Bates - Mirrors (Sunny Lax Remix) [Perceptive Recordings]
- Sequentia - Mojito (Sunny Lax Remix) [Fraction Records]
- Elias B - After All (Sunny Lax Remix) [Blue Soho]
- Blue Tente featuring Stine Grove - Emptiness (Sunny Lax Remix) [Affective Recordings]
- Majai - Emotion Flash (Sunny Lax Remix) [Hardwired]
- Driving Force - Through The Years (Sunny Lax Remix) [Redforce Recordings]
- Vol Deeman - Colours (Sunny Lax Remix) [Harmonic Breeze Recordings]
- Astuni - Dedicated (Sunny Lax Remix) [Unearthed]
- Adam Nickey - Altara (Sunny Lax Remix) [Anjunabeats]
- Dave Emanuel - Inner Peace (Sunny Lax Remix) [Perceptive]
- Sunset - The Blue Sky (Sunny Lax Remix) [Infrasonic Recordings]
- Juventa - Sundesire (Sunny Lax Remix) [Harmonic Breeze]

2011
- Nitrous Oxide - North Pole (Sunny Lax Remix) [Anjunabeats]
- Tobi Atkins - Wind & Sea (Sunny Lax Remix) [Unearthed Records]
- Above & Beyond featuring Richard Bedford - Thing Called Love (Sunny Lax Remix) [Anjunabeats]
- Lior Levy - Way Down 2011 (Sunny Lax Remix) [Digital Insomnia Recordings]
- Garrido & Skehan - Changing Places (Sunny Lax Remix) [Hardwired]
- Super8 & Tab - Free Love (Sunny Lax Remix) [Anjunabeats]

2012
- Christian Drost - Strangers We Are (Sunny Lax Remix) [Sorcery Records]
- Nitrous Oxide - Tiburon (Sunny Lax Remix) [Anjunabeats]

2013
- Guy Alexander - Ascent (Sunny Lax Remix) [Sorcery Records]
- Nordan & Tetarise - Defying Gravity (Sunny Lax Remix) [Sorcery Records]
- David Farquharson - Keira (Sunny Lax Remix) [Sorcery Records]
- Accendo - Ledra (Sunny Lax Remix) [Infrasonic]
- CJ Daft - Resurrected (Sunny Lax Remix) [Above All]

2014
- Synthea - Long Day (Sunny Lax Remix)  [Sorcery Records]
- JES - High Glow (Sunny Lax Remix) [Black Hole]
- Existence - Kilimanjaro (Sunny Lax Remix) [Sorcery Records]
- Jason Ross - Elements (Sunny Lax Remix) [Anjunabeats]

2015
- Zaa and 3PM featuring Nay Jay - Magic (Sunny Lax Remix) [Cloudland Music]
- Jack Vath and Breame - Arancini (Sunny Lax Remix) [Monster Tunes]
- Rui Da Silva featuring Wesley Steed - Sunrise (Sunny Lax Remix) [Perfecto]
- Aimoon featuring AxelPolo - I Think It's Love (Sunny Lax Remix) [Cloudland Music]
- Tetarise - Angel Flare (Sunny Lax Remix) [Sorcery Records]
- Miss Monique - No Fear (Sunny Lax Remix) [Freegrant Music]

2016
- Thomas Hayes featuring Kyler England - Golden (Sunny Lax Remix) [Enhanced]
- Boom Jinx featuring Aruna - Light As A Feather (Sunny Lax Remix) [Anjunabeats]
- Kyau vs. Albert - Made Of Sun (Sunny Lax Remix) [Euphonic]
- LTN - Autumn Leaves (Sunny Lax Remix) [Enhanced Progressive]
- Romix - Roulette (Sunny Lax Remix) [Sorcery Records]
- John Manz - Moments (Sunny Lax Remix) [Cloudland Music]
- Ryan Farish - Stories In Motion (Sunny Lax Remix) [Black Hole]
- Solarstone - Release (Sunny Lax Remix) [Armada]

2017
- Paul Oakenfold and Jordan Suckley - Amnesia (Sunny Lax Remix) [Perfecto]
- Cosmic Gate and JES - Fall Into You (Sunny Lax Remix) [Black Hole Recordings]
- Maglev and Adrian Alexander - Propagate (Sunny Lax Remix) [Elliptical Sun Recordings]

2018
- Seven Lions featuring Fiora - Start Again (Sunny Lax Remix) [Ophelia]